# Kriszt László
Kriszt László (Budapest, 1961. július 20. –) magyar színész, rendező, dramaturg, táncos, koreográfus, színészpedagógus, színházalapító.

## Életpályája
Középiskolai tanulmányait a Könyves Kálmán Gimnáziumban és az Állami Balettintézetben végezte. 1983-ban színészként diplomázott Kazán István és Versényi Ida osztályában a Színház- és Filmművészeti Főiskola operett-musical szakán. 1985-ben párhuzamosan elvégezte az Állami Artistaképző Intézet akrobatikus revütáncos képző szakát, illetve a Testnevelési Főiskola sportakrobata edző szakát is. Közben táncművészi működési engedélyt szerzett. 
Jazz- és sztepptáncot tanított a Színház- és Filmművészeti Főiskolán (1987-89), és a Fővárosi Operettszínház Stúdiójában (1989-1992). 1989-től 1992-ig a Fővárosi Operettszínház tagja. 1990-től vendégként játszik a Madách Színházban a Macskák című musicalben. 1989 és 1993 között a Béke Orfeum művészeti igazgatója, rendezője és társkoreográfusa. 1993-ban a József Attila Művelődési Központban Csemer Géza íróval és Kazán István rendezővel megalapította a Lehár Ferenc Zenés Színházat. 1993-ban a Budai Parkszínpadon bemutatják New Orleanstól a Broadwayig című önálló táncestjét. 1993 és 1996 között szabadúszó. Szólótáncosként szerepelt a The Josephine Baker Story című amerikai filmben. 1997–1999 között az Art Café mulató művészeti igazgatója. 1999–2000 között a Magyar Televízió A kulcs című show-műsorának társkoreográfusa. 2000-ben a Westend City Center programvezetője, 2001-től a budapesti Moulin Rouge igazgatója és vezető koreográfusa volt. 
2003-tól 2006-ig szabadúszó.2003-ban elvégezte a Színház- és Filmművészeti Egyetem színház-koreográfus szakát. 2006-ban a Fészek Művészklubban megalapította és létrehozta a Kazán István Kamaraszínházat. Táncosként közreműködött a Berger Gyula Táncegyüttesben, az Ikarosz- és a Jeszenszky Jazzbalettben. Zenés és prózai színészmesterséget, klasszikus tánctechnikákat és kommunikáció beszédtechnikát tanít. Tanított illetve tanít többek között a Gór Nagy Mária Színitanodában, az Operettszínház Musical Stúdiójában, a Színház- és Filmművészeti Főiskolán, a Károli Gáspár Református Egyetemen, a Théba Színiakadémián, az Oktogon és a Hölgyválasz tánciskolákban, a Magyar Film és Média Intézetben, a Fitnesz Akadémián, valamint az általa alapított művészeti stúdiókban. (Komplex Dance Stúdió, Komplex Dance & Musical Stúdió, Varázsrevü Gyerektánckar, Csodálatos Kölykök Gyermek- és Ifjúsági Színjátszócsoport, Kazán István Kamaraszínház Színész stúdió). 
Művészeti oktatások mellett színházi rendezései, egyedi, új, különleges produkciókká értek. 2007 és 2023 között több főiskolai és egyetemi szakon is végzett: Károli Gáspár Református Egyetem, Sola Scriptura Teológiai Főiskola, Országos Rabbiképző – Zsidó Egyetem, Baptista Teológiai Akadémia, Pápai Református Teológiai Akadémia.

## Színházalapításai
- Lehár Ferenc Zenés Színház (József Attila Művelődési Központ) (Alapítótársak: Csemer Géza író, és Kazán István rendező,  1992)
- Kazán István Kamaraszínház (Fészek Művészklub, Galambos Tibor igazgató) (Alapítótársak: Farkas József író, és Budai Tünde színésznő)(2006)
- Mindenki Színháza
- Károli Gáspár Református Egyetem – Genesius Egyetemi Színpad
- "Csodálatos Kölykök" gyerek- és ifjúsági Színház

## Fontosabb színházi szerepei
- Arthur Freed – Betty Comden – Adolph Green – Nacio Herb Brown: Ének az esőben... Don Lockwood
- Huszka Jenő: Lili bárónő... Frédi
- Huszka Jenő: Mária főhadnagy... Herbert
- T. S. Eliot – Andrew Lloyd Webber: Macskák... Koricipat
- Békés József – Heilig Gábor – Horváth Attila: Császárok... Sanyó
- Csiky Gergely – Kardos G. György – Fényes Szabolcs: A nagymama... Kálmán
- Jean Poiret – Harvey Fierstein -– Jerry Herman: Őrült nők ketrece... Mercedes
- Andrew Lloyd Webber – Tim Rice: Evita... Tábornok
- Lehár Ferenc: Éva... titkár
- Nyirő József: Jézusfaragó ember... szereplő (Jurta Színház)
- Népliget story... szereplő (Jurta Színház)

## Filmes  szerepeiből
- Ajándékot télapónak (1982)
- Császárok (1983)... Sanyó
- The Josephine Baker Story (1991)...Táncos
- Las aventuras del capitán Alatriste (Alatriste kapitány kalandjai) (sorozat)...Magas ember
  - Entre lobos (Farkasok között) című rész (2013)
  - Como la sangre (Mint a vér) című rész (2013)

## Koreográfiái
- New Orleans-tól a Broadway-ig I. (Béke Orfeum, 1991)
- Aranyemberek, Noé bárkája, Laokoón és fiai (Béke Orfeum, 1991)
- Lehár Ferenc: Éva című operett (Lehár Ferenc Színház, 1992)
- New Orleans-tól a Broadway-ig II. (Budai Parkszínpad, 1993)
- New Orleans-tól a Broadway-ig III.  (Komplex Dance Stúdió 1996)
- Tánc Etűdök Gershwinre (táncjáték 1997)
- Varázs Revü; “Hipp-Hopp kék tör-pikék” mese balett, (Vörösmarty  tér, 1997)
- Art Café „Gershwin Revü”, „Aranyemberek” (Vörösmarty tér, 1997)
- Kulcs című szórakoztató Tv show, MTV1  társ koreográfus, 2001
- “Hét menyasszony a hét testvérért” című musical táncrészlet. (Komplex Dance Stúdió, 2001)
- George Gershwin: Variációk Gershwinre: (Komplex Dance Stúdió, 2003)
- Madách Imre: Az ember tragédiája  (2009)
- Ady Endre: Halálos ölelés: (versek szóban és mozdulatban, 2009)
- Ady Endre: Istenes versek:  (versek szóban és mozdulatban, 2010)
- Gershwin: Variációk az F-dúr zongoraversenyre – A dallam születése 2010
- Vangelis: Mária Magdaléna trilógia I. rész 2010
- Evita – musical (Szombathely, 2012)
- Gershwin Show 2012
- "Nyolckor a bárkán" gyerek musical (Békéscsabai Jókai Színház, 2013) (RS9 Színház, 2016)
- George Gershwin: Gershwin Show 2015
- Musical Pódium – Szórakoztató műsor 2016
- “Zana nélkül mit érek én” /zenés szórakoztató műsor 2018
- Medveczky Ilona-show
- Lorán Lenke-show
- Felföldi Anikó-show
- Tavaszt lopunk a szívekbe

## Rendezéseiből
- Farkas József: Üveggolyócskák, Vígh utcai srácok, Vallomások, Ring
- Batári Gábor: Pszihőfi (abszurd játék)
- Batári Gábor: Mildrof, avagy az űrbéli ribanc (Teológiai pamflet)
- Ránki Péter: Kontraszelekció (abszurd játék)
- Békési Sándor: Az egy lélek védőbeszéde (verses dráma)
- Örkény István: Egy kis XX. század (összeállítás)
- Játszunk egy kis Shakespearet: Szentivánéji álom
- Giordano Bruno: Igazság a máglyán (monodráma)
- Ady Endre: Halálos ölelés (verssel-tánccal)
- Ady Endre: Istenes versek  (verssel-tánccal)
- Ady Endre: Ady Maraton (vers összeállítás)
- Ady Endre: Ady a patrióta   (verses est)
- Ady Endre: Kozmikus Ady  (verses est)
- Mastrosimone: Pulóvergyűjtő
- Karinthy Ferenc: Gellérthegyi álmok
- Sárdi Mária: Kislány a pokolban (holokauszt monodráma)
- Tadeus Borovszky: Nálunk Auschwitzban (holokauszt monodráma)
- Edward Albee: Mese az állatkertről
- Karda L. - Bagyinka L.: Pamacs (zenés mesejáték)
- Karinthy Frigyes: Minden, Ami Humor! (összeállítás)
- George Gershwin: Gershwin-Show  (szórakoztató műsor)
- George Bernard Shaw: Szent Johanna művéből. "Magányos Johanna"
- Herczeg Ferenc: Violante és a bíró  (monodráma)
- William Shakespeare: Szonettek (fordította: Szabó Lőrinc)
- Ovidius: A fák gyülekezése. Cyparissus
- Weöres Sándor: A teljesség felé (részletek)
- Paul Emond: Madártej dráma (keresztmetszet)
- Paul Emond: Malaga c. dráma /keresztmetszet/
- Molnár Ferenc - Karinthy Frigyes: Csak kacagni kell (összeállítás)
- Musical-Pódium (szórakoztató műsor)
- “Izrael lángja” /monodráma/
- Sartre: Zárt tárgyalás dráma.
- “Mindjárt jövök” abszurd, szimbolista játék Samuel Beckett nyomán.
- Szenes Hanna: “A hegedű” kibuc színmű keresztmetszett.
- Georges Michel: Vasárnapi séta groteszk szatíra.
- Petőfi 200. “Hazámról kiáltok” verses-táncos est.